# Advanced Aeromarine Mallard
Pour les articles homonymes, voir Mallard.
« Advanced Aeromarine Buccaneer » redirige ici. Pour les articles homonymes, voir Buccaneer.
L'Advanced Aeromarine Mallard était un amphibie ultra-léger, monoplace ou biplace côte à côte, commercialisé en kit pour les constructeurs amateurs.
C’était un monoplan à aile haute et moteur arrière, biplace côte à côte de construction tubulaire entoilée. Développé par Advanced Aeromarine, il a été commercialisé par HighCraft AeroMarine. Après modifications il est devenu Advanced Aviation Buccaneer, version qui fut également produite par Keuthan Aircraft (en) et par Arnet Pereyra. L'Aero Adventure Aventura toujours commercialisé en 2007 est un appareil directement dérivé de l‘Advanced Aeromarine Mallard.